# Grafenried
Grafenried est une localité et une ancienne commune suisse du canton de Berne, située dans l'arrondissement administratif de Berne-Mittelland et la commune de Fraubrunnen. 

## Histoire

Vue aérienne (1958)

Le 1er janvier 2014, Grafenried fusionne avec les communes de Büren zum Hof, Etzelkofen, Fraubrunnen, Limpach, Mülchi, Schalunen et Zauggenried. La nouvelle commune porte le nom de Fraubrunnen.